# Adrián Vázquez Lázara

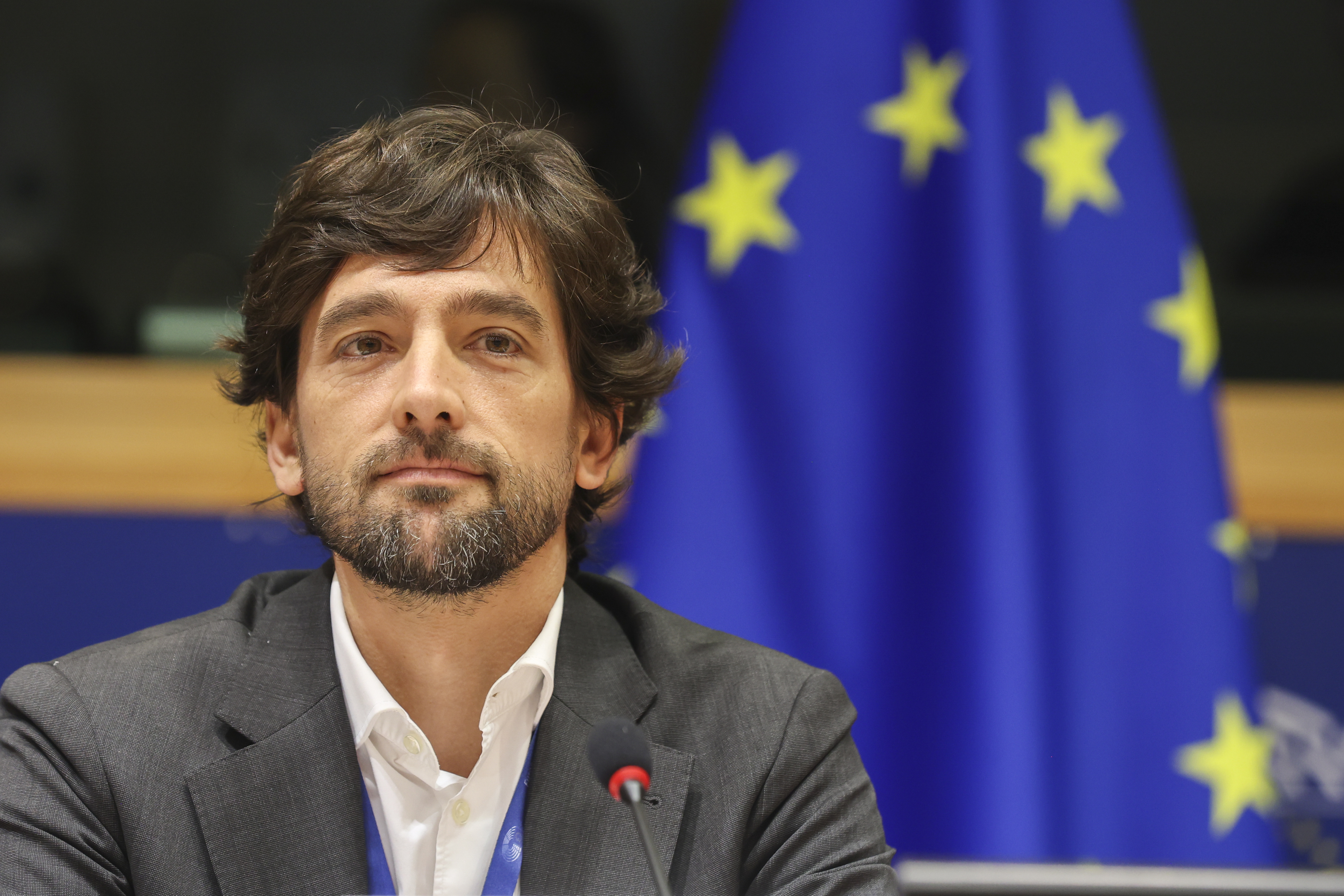
Adrián Vázquez Lázara (2024)

Adrián Vázquez Lázara (* 1982 in Madrid) ist ein spanischer Politiker (Ciudadanos) und seit 2020 Mitglied des Europäischen Parlaments (MdEP) in der Fraktion Renew Europe.

## Leben und Ausbildung
Seine familiären Wurzeln im galizischen Lalín im Nordwesten Spaniens in der Provinz Pontevedra. Nach dem Studium der Rechtswissenschaften an der Universität Complutense in Madrid verbrachte Vázquez ein Jahr in Japan, wo er am International Studies Institute in Tokio ein Diplom in japanischen Sprach- und Kulturwissenschaften erwarb. Dank eines Sportstipendiums erwarb er einen M.A. in Internationalen Beziehungen der University of Warwick (Großbritannien) und einen Abschluss in Internationalen Beziehungen der Lindenwood University (Missouri, USA).

## Politik

### Partei
Seit 2015 koordiniert Vázquez die internationalen und europäischen Aktivitäten von Ciudadanos sowie die internationale Agenda des ehemaligen Präsidenten der Partei, Albert Rivera. Außerdem steuerte er zusammen mit Luis Garicano die Verhandlungen, die zum Beitritt der Partei zum Europäischen Parteienbündnis Allianz der Liberalen und Demokraten für Europa (ALDE) und anschließend zur Bildung der Fraktion Renew Europe im Europäischen Parlament führten.
Vázquez Lázara koordinierte 2019 den Wahlkampf für die Ciudadanos zum Europäischen Parlament. Zwischen 2015 und 2020 war er Stabschef der Ciudadanos im Europäischen Parlament. Zuvor hatte er als Amtsleiter des damaligen Europaabgeordneten der Partei Unión Progreso y Democracia, UPyD (deutsch: Einheit, Fortschritt und Demokratie) UPyD und ALDE-Vizepräsident, Fernando Maura, Erfahrungen dort gesammelt.

### Institutionen

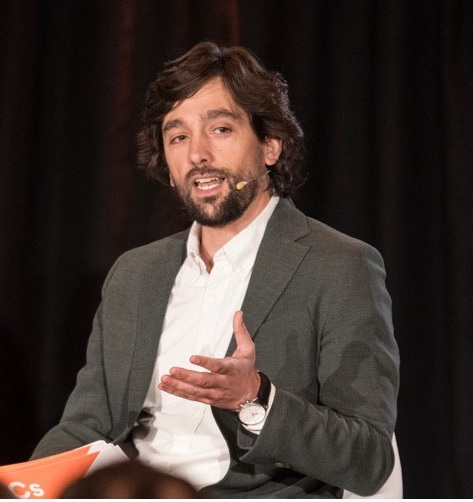
Adrián Vázquez, (2019)

Vázquez Lázara arbeitete im Verlauf der Zeit auch bei verschiedenen Organisationen. Bei der Organisation für Sicherheit und Zusammenarbeit in Europa (OSZE) in Wien und bei Mission in Bosnien und Herzegowina. Bei der NATO als Forscher für das Politische Komitee und das Wissenschafts- und Technologiekomitee sowie für die dem südkoreanischen Wirtschaftsministerium unterstellte Korea Trade-Investment Promotion Agency (KOTRA). Er war auch zeitweise ein Berater der ehemaligen spanische Außenministerin Ana de Palacio.

### Abgeordneter des Europäischen Parlaments
2019 wurde er nominiert für die Wahlliste der Ciudadanos für die Europawahl 2019. Nach dem EU-Austritt des Vereinigten Königreichs (Brexit) trat Vázquez im Februar 2020 sein Mandat als EU-Abgeordneter an. Ebenfalls im Februar 2020 wurde er zum Vorsitzenden des Rechtsausschusses des Europäischen Parlaments gewählt. Er ist außerdem Mitglied der Delegation für die Beziehungen zur Volksrepublik China sowie stellvertretendes Mitglied des Ausschusses für Landwirtschaft und ländliche Entwicklung und der Delegation für die Beziehungen zu Bosnien und Herzegowina und dem Kosovo.